# Kevin Horlock
Kevin Horlock (ur. 1 listopada 1972 w Londynie) – piłkarz północnoirlandzki występujący na pozycji pomocnika. Ostatnio był zawodnikiem pierwszego zespołu i menadżerem drużyny rezerw Needham Market, występującej w Isthmian League Division One North – ósmym poziomie ligowym w Anglii. Po zakończeniu piłkarskiej kariery w 2011 roku, rozpoczął pracę z drużyną juniorów tego klubu. Trzydziestodwukrotny reprezentant kraju.